# La silla del águila
La silla del águila es una novela de sátira política del escritor mexicano Carlos Fuentes. Aunque fue publicada en 2003, desarrolla su argumento en una visión futurista del México del año 2020 con sus problemas políticos y sociales, nacionales e internacionales. El título hace alusión a la silla presidencial.

## Tema y narrativa
En el marco nacional se aproximan las elecciones presidenciales. En el país hay huelgas de obreros, marchas de estudiantes y masacres de campesinos. En el marco internacional, el presidente mexicano realiza declaraciones que no son del agrado del gobierno de los Estados Unidos. En la visión futurista de Fuentes, México continúa siendo un país dependiente de su vecino del norte, el gobierno de Washington, en franca represalia política y exigiendo mejores condiciones comerciales en materia petrolera, bloquea las telecomunicaciones internas del país al cerrar el Centro Satélite de Florida, al que se le había cedido el manejo de medios televisivos, telefónicos, radiales, la red y la telefonía móvil. Es por esta razón que la narrativa de la novela se hace a través de la correspondencia de sus personajes, pues es el correo el único medio de comunicación posible.  Es a través de las cartas que se van descubriendo las historias de los personajes y la corrupción de los políticos que se valen de traición, sexo, hipocresía y compadrazgo para lograr sus objetivos personales.

## Personajes
- Lorenzo Terán, presidente del sexenio, cree que la sociedad puede llegar a resolver sus problemas por sí misma. Es una persona de carácter débil que carece de la autoridad necesaria para ejercer su puesto.
- César León, expresidente.
- Tácito de la Canal, jefe del gabinete presidencial, es un personaje intrigante.
- Bernal Herrera, secretario de Gobernación. Renuncia a su puesto para lanzar su campaña electoral.
- Xavier Zaragoza “Séneca”, consejero del presidente.
- Andino Almazán, secretario de Hacienda.
- Josefina “la Pepa” Almazán, esposa de Andino Almazán y amante de Tácito de la Canal.
- Ulises Barragán, secretario de Educación.
- Abundio Colmenares, secretario de Salud.
- Guillermina Guillén, secretaria de Medio Ambiente.
- Basilio Taracena, secretario de Trabajo.
- Epifanio Alatorre, secretario de Agricultura.
- Felipe Aguirre, secretario de Comunicaciones.
- Juan de Dios Molinar, secretario de Información y Medios.
- Paladio Villaseñor, procurador general de Justicia.
- Mondragón von Bertrab, secretario de Defensa.
- Cícero Arruza, jefe de la Policía que ha eliminado a todos sus enemigos.
- María del Rosario Galván, hija del empresario Barroso, mediante sus seducciones logra sus objetivos personales. Es vengativa y cuando era joven decidió casarse con Bernal Herrera, quien era enemigo de su padre creando un drama familiar.
- Nicolás Valdivia, personaje de “origen desconocido” y central en la trama de la novela, es nombrado asesor de la Oficina Presidencial gracias a María del Rosario Galván, su amante, quien espera que sea el futuro presidente.

## Dedicatoria
El autor dedicó la obra a sus compañeros de la Facultad de Derecho de la Universidad Nacional Autónoma de México (UNAM).